# Slag bij Beaufort

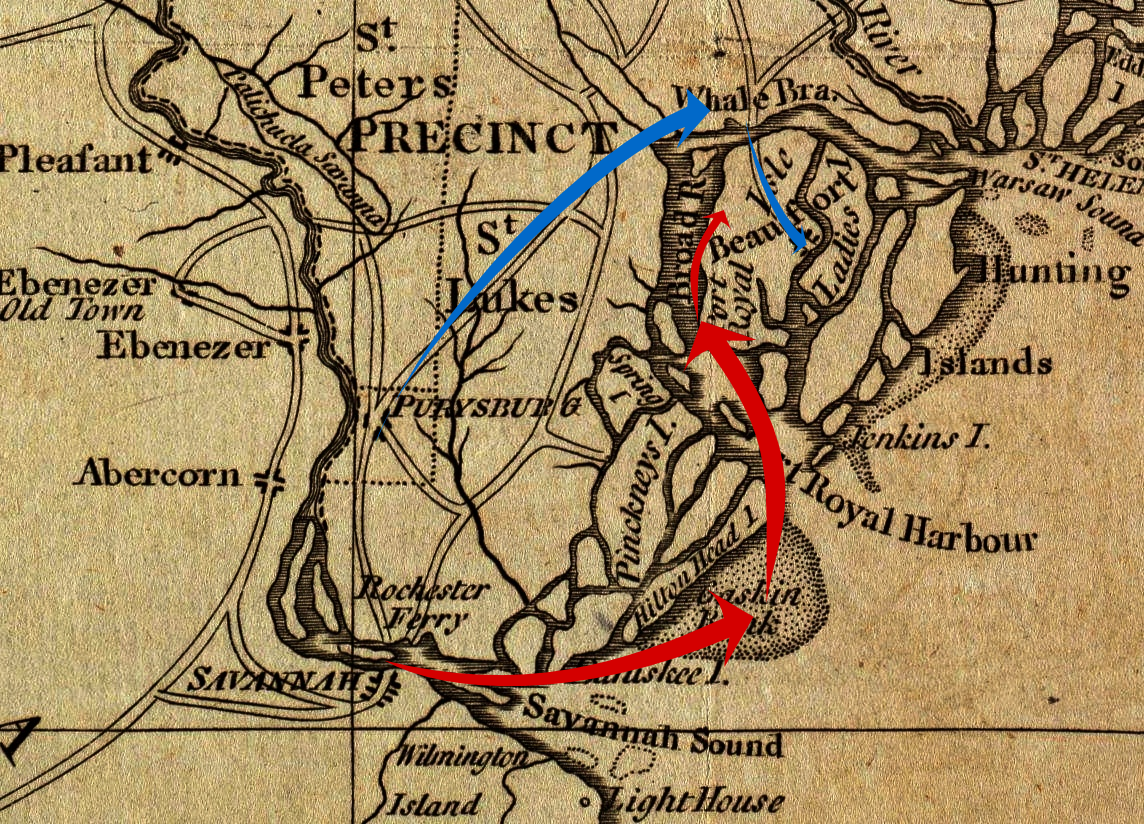
Militaire bewegingen richting Beaufort

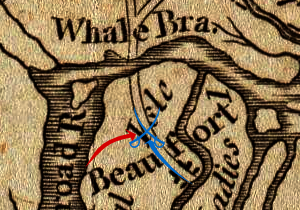
Slag bij Beaufort

De Slag bij Beaufort was een slag tijdens de Amerikaanse Onafhankelijkheidsoorlog, die op 3 februari 1779 plaatsvond nabij Beaufort (South Carolina). De Britse commandant, generaal Augustine Prevost had 200 Britse troepen uitgezonden om Port Royal Island, aan de monding van de Broad River in South Carolina, in te nemen. Generaal Benjamin Lincoln, de Amerikaanse commandant in het zuiden, zond generaal William Moultrie met 300 militieleden om de Britse troepen te stoppen. De Britten werden verdreven en de Amerikanen keerden terug naar Savannah.